# 洋楽に酔いしれて
『洋楽に酔いしれて』は、1970年代〜80年代の洋楽ヒットチャートを彩った数々の名曲の中から、世界中を熱狂させた名曲をエピソードとともに紹介していくコンセプトで放送されていたDJ木河淳のラジオ番組であった。

## パーソナリティ
- 木河淳 (DJ Bobby)